# Suš
Suš (dříve Súš nebo Tuš, německy Tusch), je malá vesnice, část obce Bohdalovice v okrese Český Krumlov. Nachází se asi 2 km na jihozápad od Bohdalovic. Je zde evidováno 33 adres.
Suš leží v katastrálním území Skubice o rozloze 14,33 km². 

## Historie
První písemná zmínka o vesnici pochází z roku 1410.
V roce 1921 zde žilo ve 45 domech celkem 225 obyvatel, z toho čtyři české a 221 německé národnosti

## Pamětihodnosti
- Usedlost čp. 4
- Výklenková kaplička
- Boží muka (kulturní památka)[7]